# Enzo Trossero
Enzo Héctor Trossero (Esmeralda, Provincia de Santa Fe, 23 de mayo de 1953) es un exfutbolista argentino. Es considerado uno de los mejores defensores de la historia del Club Atlético Independiente.

## Trayectoria

### Como jugador

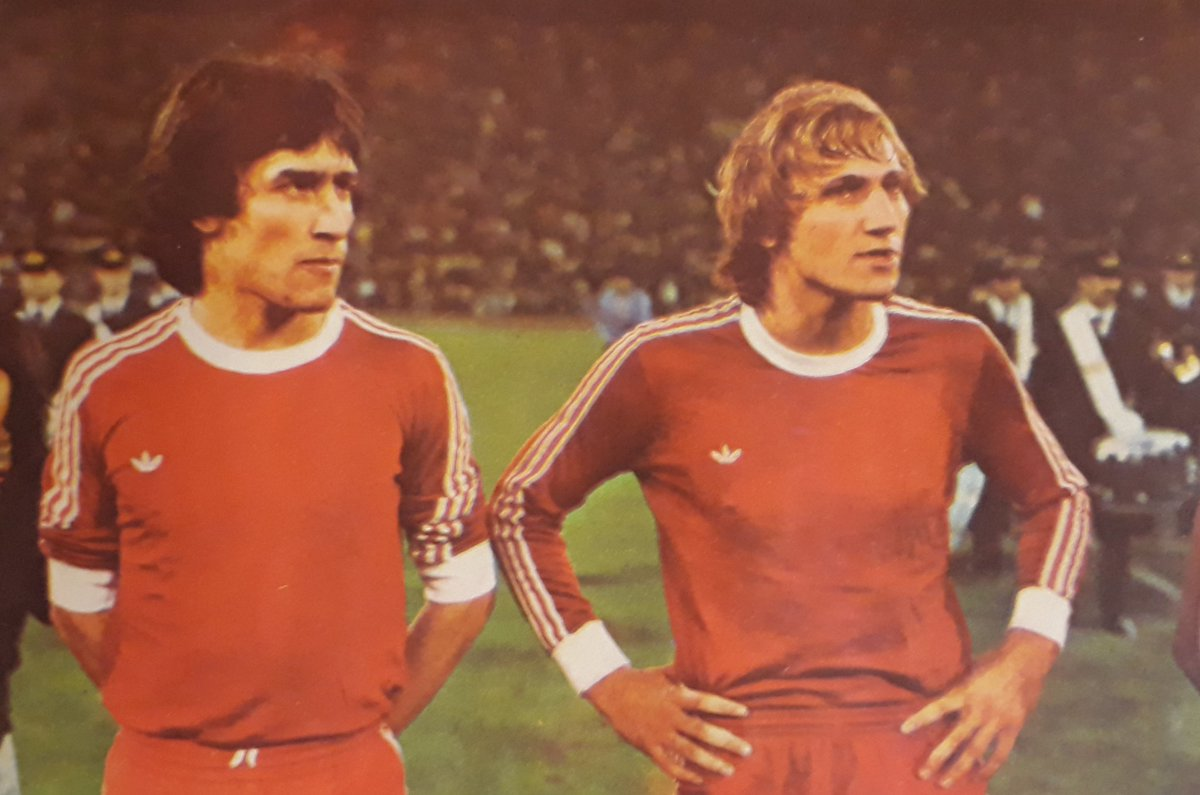
Villaverde y Trossero, una de las zagas centrales más importantes del fútbol argentino.

#### Sportivo Belgrano y Colón de Santa Fe
Comenzó su carrera en Sportivo Belgrano de San Francisco, Provincia de Córdoba. Luego, de joven pasó a Colón, club en el que se formó y debutó como jugador profesional. Ahí formó la zaga central con Hugo Villaverde, que luego continuaría en Independiente en 1976 y sería una de la más trascendentes del fútbol argentino.

#### Independiente
En 1975 llegó a Independiente, donde rápidamente se convirtió en un referente de la defensa roja, compartiendo la zaga con Francisco Sá. En 1976, llegaría al "Rojo" Villaverde, su compañero de Colón, por recomendación suya. En esta etapa, el "Vikingo" conquistó los Torneos nacionales de 1977 y 1978, y fue además campeón de la Copa Interamericana 1975.

#### Nantes
En 1979 es transferido al Nantes de Francia donde en la temporada 1979-80 se consagra campeón de la Liga Francesa.

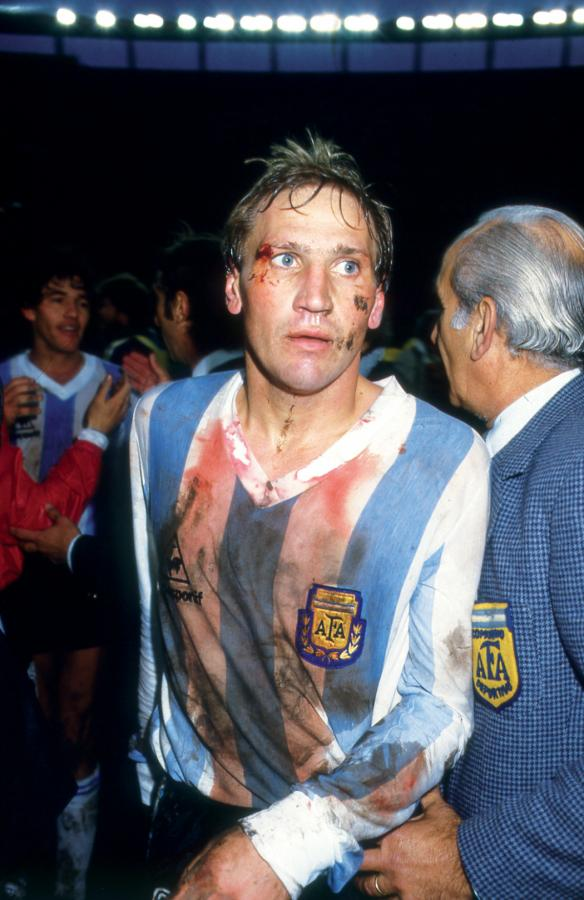
Enzo Trossero ensangrentado, con la camiseta de la selección argentina.

#### Vuelta a Independiente
En 1981 regresa a Independiente. En este nuevo período con "el Rojo" siguió conquistando títulos: el Torneo Metropolitano 1983, la Copa Libertadores de América 1984 y la Copa Intercontinental 1984. Su último partido en el gran equipo de Avellaneda lo jugó el 6 de julio de 1985, frente a Instituto de Córdoba.
En la edición especial que la revista "El Gráfico" publicó con motivo de los 90 años de Independiente (1995), se le indica, junto a su compañero Hugo Villaverde como los dos mejores zagueros de la historia Roja. 

#### Toluca, Estudiantes de La Plata y retiro
Pasó en 1985 a Deportivo Toluca pero casi no jugó, para luego recalar en Estudiantes de La Plata. Finalmente, en diciembre de 1989 decidió retirarse como futbolista. 

### Como entrenador
Recibido de entrenador, trabajó 3 años con la Selección Argentina y estuvo como ayudante de Bilardo en la Copa América 1989 en Brasil y como ayudante de campo en la Copa del Mundo Italia 1990. Huracán, Colón, Estudiantes de la Plata, San Martín de Tucumán, Lugano FC (Suiza), Club Atlético Independiente, Talleres de Córdoba, Olimpo de Bahía Blanca. Estuvo al mando del CSD Municipal 2004-07 de Guatemala, donde fue Pentacampeón de Liga con este equipo y campeón de la UNCAF (Unión Centroamericana de Fútbol).
Campeón con el Sion la primera vez en la historia del campeonato regular y campeón de la copa de Suiza.
Enzo Trossero, renunció durante el segundo semestre de este año al club Municipal de Guatemala para partir hacia el equipo Al-Shabab, de la Primera División del fútbol de Arabia Saudita. Salió campeón de la Copa del Rey y en diciembre del 2008 Retornó al Al-Shabab Club para jugar la Champions League de Asia, salió campeón nuevamente de la copa del Rey y campeón de la Faisal Cup, copa que no se ganaba hace muchos años.
En noviembre de 2009, vuelve a la Argentina y asume como técnico del Godoy Cruz de Mendoza.
En enero del 2010, asumió como técnico del Al-Ittihad Jeddah Club, saliendo campeón de la Copa del Rey por tercera vez consecutiva, y en enero del 2015, asume como técnico del Club Social y Deportivo Municipal, de Guatemala.

## Selección nacional
Su gran sentido ofensivo le permitió, siendo zaguero, anotar 89 goles en 534 partidos, y llegar a la Selección Nacional, con la que disputó la Copa Mundial de Fútbol de 1982 en España. También jugó la clasificación para la Copa Mundial de Fútbol de 1986 pero no terminó formando parte del plantel que llegó a México. 

### Participaciones en Copas del Mundo
| Mundial                        | Sede   | Resultado    |
| ------------------------------ | ------ | ------------ |
| Copa Mundial de Fútbol de 1982 | España | Segunda fase |

### Participaciones en Copa América
| Copa              | Sede         | Resultado    |
| ----------------- | ------------ | ------------ |
| Copa América 1983 | Varias sedes | Primera fase |

## Clubes

### Como jugador[1]
| Club                    | País      | Año       |
| ----------------------- | --------- | --------- |
| Colón                   | Argentina | 1972-1975 |
| Independiente           | Argentina | 1975-1979 |
| Nantes                  | Francia   | 1979-1981 |
| Independiente           | Argentina | 1982-1985 |
| Toluca                  | México    | 1985-1986 |
| Estudiantes de La Plata | Argentina | 1986-1987 |
| FC Sion                 | Suiza     | 1987-1988 |
| Estudiantes de La Plata | Argentina | 1989      |

### Como entrenador
| Club                         | País           | Año       |
| ---------------------------- | -------------- | --------- |
| FC Sion                      | Suiza          | 1990-1992 |
| Huracán                      | Argentina      | 1992-1994 |
| Estudiantes de La Plata      | Argentina      | 1994-1995 |
| Colón                        | Argentina      | 1995-1997 |
| San Martín (Tucumán)         | Argentina      | 1997-1998 |
| FC Lugano                    | Suiza          | 1999      |
| Selección de fútbol de Suiza | Suiza          | 1999-2001 |
| Independiente                | Argentina      | 2001-2002 |
| Talleres de Córdoba          | Argentina      | 2002      |
| Olimpo                       | Argentina      | 2003      |
| Municipal                    | Guatemala      | 2004-2007 |
| Al-Shabab                    | Arabia Saudita | 2007-2009 |
| Godoy Cruz                   | Argentina      | 2009      |
| Al-Shabab                    | Arabia Saudita | 2010      |
| Al-Ittihad                   | Arabia Saudita | 2011      |
| Municipal                    | Guatemala      | 2015      |

## Estadísticas
Datos actualizados a fin de carrera deportiva.
| Colón Argentina |               |               |     |    |   |    |    |     |    |  |
| 1.ª | 1972          | 29            | 0   | -  | - | -  | -  | 29  | 0  |  |
| 1.ª | 1973          | 35            | 2   | -  | - | -  | -  | 35  | 2  |  |
| 1.ª | 1974          | 33            | 1   | -  | - | -  | -  | 33  | 1  |  |
| 1.ª | 1975          | 5             | 0   | -  | - | -  | -  | 5   | 0  |  |
| Total club | Total club    | 102           | 3   | 0  | 0 | 0  | 0  | 102 | 3  |  |
| Independiente Argentina |               |               |     |    |   |    |    |     |    |  |
| 1.ª | 1975          | 14            | 0   | -  | - | -  | -  | 14  | 0  |  |
| 1.ª | 1976          | 41            | 3   | -  | - | 7  | 0  | 48  | 3  |  |
| 1.ª | 1977          | 59            | 14  | -  | - | -  | -  | 59  | 14 |  |
| 1.ª | 1978          | 33            | 9   | -  | - | 7  | 1  | 40  | 10 |  |
| 1.ª | 1979          | 15            | 3   | -  | - | 10 | 0  | 25  | 3  |  |
| 1.ª | 1981          | 26            | 10  | -  | - | -  | -  | 26  | 10 |  |
| 1.ª | 1982          | 34            | 11  | -  | - | -  | -  | 34  | 11 |  |
| 1.ª | 1983          | 46            | 3   | -  | - | -  | -  | 46  | 3  |  |
| 1.ª | 1984          | 30            | 2   | -  | - | 13 | 0  | 43  | 2  |  |
| 1.ª | 1985          | 9             | 0   | -  | - | -  | -  | 9   | 0  |  |
| 1.ª | 1985-86       | 1             | 0   | -  | - | -  | -  | 1   | 0  |  |
| Total club | Total club    | 308           | 55  | 0  | 0 | 37 | 1  | 345 | 56 |  |
| Nantes Francia |               |               |     |    |   |    |    |     |    |  |
| 1.ª | 1978-79       | -             | -   | ?  | ? | 2  | 0  | ?   | ?  |  |
| 1.ª | 1979-80       | 35            | 6   | -  | - | 7  | 0  | ?   | ?  |  |
| 1.ª | 1980-81       | 34            | 6   | ?  | ? | 3  | 1  | ?   | ?  |  |
| Total club | Total club    | 69            | 12  | ?  | ? | 12 | 1  | ?   | ?  |  |
| Deportivo Toluca · México |               |               |     |    |   |    |    |     |    |  |
| 1.ª | 1985-86       | 1             | 0   | -  | - | -  | -  | 1   | 0  |  |
| Total club | Total club    | 1             | 0   | 0  | 0 | 0  | 0  | 1   | 0  |  |
| Estudiantes de La Plata Argentina |               |               |     |    |   |    |    |     |    |  |
| 1.ª | 1986-87       | 20            | 4   | -  | - | -  | -  | 20  | 4  |  |
| Total club | Total club    | 20            | 4   | 0  | 0 | 0  | 0  | 20  | 4  |  |
| Total carrera | Total carrera | Total carrera | 500 | 74 |   |    | 49 | 2   |    |  |
| (1) Incluye datos de la Copa de Francia. (2) Incluye datos de la Copa Libertadores (1976, 1978, 1979, 1984); Copa Interamericana (1976); Liga Europa de la UEFA (1978-79); Recopa de Europa (1979-80); Liga de Campeones de la UEFA (1980-81); Copa Intercontinental (1984). (3) No incluye goles en partidos amistosos. |               |               |     |    |   |    |    |     |    |  |

## Palmarés

### Campeonatos nacionales
| Título           | Club          | País      | Año    |
| ---------------- | ------------- | --------- | ------ |
| Primera División | Independiente | Argentina | N-1977 |
| Primera División | Independiente | Argentina | N-1978 |
| Primera División | Independiente | Argentina | M-1983 |

### Copas internacionales
| Título                | Club          | Ciudad     | Año  |
| --------------------- | ------------- | ---------- | ---- |
| Copa Interamericana   | Independiente | Caracas    | 1976 |
| Copa Libertadores     | Independiente | Avellaneda | 1984 |
| Copa Intercontinental | Independiente | Tokio      | 1984 |

### Distinciones individuales
| Distinción                                                                            | Año  |
| ------------------------------------------------------------------------------------- | ---- |
| Uno de los dos mejores zagueros de la historia de Independiente - Revista El Gráfico. | 1995 |